# Сдавливающие асаны
Сдавливающие асаны — осуществляют давление на некоторые зоны тела.

## Гомукхасана

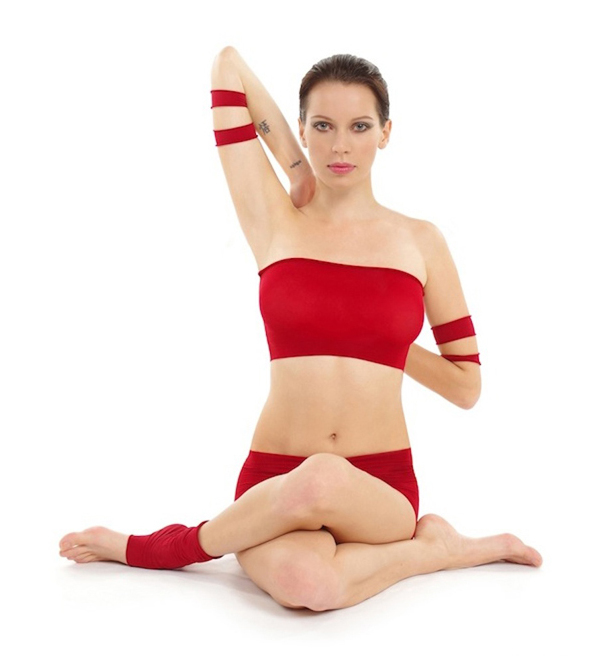
Гомукхасана

Гомукхасана (девангари: गोमुखासन IAST gomukhāsana; «го» на санскрите означает корова, «мукха» — лицо;
В этой асане задействованы многие мышцы, позвоночник, легкие. Положение бёдер в асане напоминает губы коровы, поднятая вверх рука похожа на ухо.

### Медицинский аспект асаны
Анатомически основную нагрузку в асане берут на себя бёдра и плечи. Поза излечивает судороги в ногах и делает мышцы ног эластичными. Грудь хорошо раскрывается, спина становится прямой. Увеличивается подвижность плечевых суставов, полностью вовлекаются в действие дорсальные мышцы.
- Противопоказания:гомукхасана не выполняется в периоды обострения любых хронических заболеваний.

## Майюрасана
Майюрасана (девангари:मयूरासन IAST mayūrāsana) — поза павлина (вороны).
Техника выполнения: Встаньте на пол на колени. Поставьте ступни вместе. Разведите колени. Наклонитесь вперед.
Поставьте обе ладони на пол между коленями: пальцы должны указывать назад, по направлению к ступням. Сведите вместе кисти и запястья так, чтобы они
соприкасались. Наклонитесь вперед и обопритесь животом на локти в области чуть ниже пупка. Грудная клетка должна опираться на верхушки плеч. Вытяните ноги назад, держа их прямо и вместе. Сделайте глубокий вдох. Напрягите мышцы тела.
Медленно поднимайте туловище, голову и ноги, чтобы они находились на одной прямой, горизонтальной линии. Держите голову поднятой вверх. Все тело должно быть уравновешено на ладонях. Постарайтесь поднять ноги и ступни выше, прилагая большее мышечное усилие и подстраивая равновесие тела. Это и есть конечное
положение. Удерживайте конечную позу, пока это вам удобно. Используйте пальцы
для поддержания равновесия. Не перенапрягайтесь. Затем медленно опустите ноги на пол. Вернитесь в исходное положение. Это завершение одного цикла. Когда дыхание
вернется к норме, и если у вас достаточно сил, можно сделать ещё один цикл.
В исходном положении дышите как обычно. Делайте глубокий вдох перед подъёмом тела в конечную позу. Начинающим можно задерживать дыхание в конечной позе на
удобный для них промежуток времени. Опытные практикующие в конечной позе могут дышать медленно и глубоко. После возвращения в исходное положение делайте выдох. Перед тем как приступать ко второму циклу, дышите как обычно.
Оставайтесь в конечной позе, пока:
1. вы можете задерживать дыхание;
2. вы не чувствуете излишней усталости, продолжая медленно и глубоко дышать в конечной позе.

Ни при каких обстоятельствах не перенапрягайтесь. Начинающим следует оставаться в конечной позе не более нескольких секунд, каждый день постепенно увеличивая продолжительность пребывания в ней. Не пытайтесь делать слишком
много циклов. По мере дальнейшей практики будет можно оставаться в конечной позе
несколько минут, но при этом не должно быть никакого перенапряжения.
Занимайтесь на пустой желудок. Как и в случае большинства асан, лучше всего заниматься рано утром до завтрака. Маюрасана энергично ускоряет кровообращение.
Кроме того, она, как правило, увеличивает содержание токсинов в крови, что составляет часть процесса очищения, и потому её не следует делать перед любыми перевернутыми асанами, поскольку это может направить избыток токсинов к мозгу.
Маюрасану следует делать в конце вашей программы асан.

### Медицинский аспект асаны
Майюрасана быстро устраняет все болезни и расстройства брюшной полости, а также недомогания, возникающие из разбалансирования слизи, желчи и ветра, способствует перевариванию нездоровой или обильной пищи, воспламеняет пищеварительный огонь и даже в состоянии разрушить калакуту (смертельный яд).

Эффект: майюрасана очищает кровь, облегчает запоры, метеоризм, несварение желудка, диспепсии и хронические гастриты. Она стимулирует печень, почки и желчный пузырь. При выполнении маюрасаны массируется сердце, улучшается кровообращение и стимулируется обмен веществ. Регулируется работа эндокринных желез и гармонизируются их выделения.

### Пинча майюрасана
Пинча маюрасана — стойка на предплечьях.

### Нираламба майюрасана
Нираламба майюрасана — неподдерживаемая стойка.

### Эка хаста майюрасана
Эка хаста майюрасана — стойка с вытянутой одной рукой.

### Хамасана
Встаньте на пол на колени, держа ступни вместе и колени врозь, как в симхасане. Положите ладони на пол так, чтобы пальцы были направлены к ступням. В этой асане
используется точно такой же метод, как в маюрасане, с той разницей, что ступни не поднимаются с пола. Держите голову поднятой вверх.
В конечном положении весь вес тела должен приходиться на руки и кончики больших пальцев ног. Оставайтесь в конечной позе, дыша медленно и глубоко. Затем вернитесь
в исходное положение. Этим завершается один цикл. Когда дыхание вернется к норме, сделайте ещё один цикл.

## Бхэкасана
Бхэкасана (Bhekāsana дев.  भेकासन ) — поза лягушки. Исходное положение лежа на животе. Согнуть ноги и взяться руками за ступни или лодыжки. С плавным вдохом потянуть голову и грудь вверх, надавив руками так, чтобы носки и пятки были прижаты к ягодицам. Внимание сосредоточено на крестце.

### Медицинский аспект асаны
Рекомендуется при варикозной болезни, тугоподвижности суставов, плоскостопии, пяточных шпорах, болезнях желудочно-кишечного тракта. Эта поза снимает ревматические и подагрические боли в коленных суставах.

## Йога Мудра
Йога Мудра — асана относящиеся к классу мудр. Техника выполнения: сядьте в ваджрасану. Сложите сзади руки так, чтобы обе соединённые кисти находились между лопатками, намасте за спиной. Пальцы повернуты вверх, спина прямая. С выдохом наклоняйте туловище и голову вперед, и коснитесь лбом пола. На вдохе поднимайте голову и туловище в вертикальное положение.